# Venere e Amore (Sirani)
Venere e Amore è un dipinto realizzato da Elisabetta Sirani nel 1664 e ubicato in una collezione privata.

## Storia
Dalla Nota delle pitture scritta dalla stessa pittrice, si apprende che l'opera venne commissionata dal conte Annibale Ranuzzi; fu ereditata dal figlio Vincenzo.
Nella seconda metà del XVIII secolo fu sistemata in una camera da letto come parte della collezione di Girolamo Ranuzzi (un inventario fu redatto dopo la sua morte nel 1788), in linea con l'usanza del tempo per "stimolare il desiderio di generare una magnifica progenie", trattandosi di una scena mitologica sulla dea dell'amore.
Il dipinto è stato venduto a Stoccolma nel 2007 per 1.725.000 corone svedesi. Considerato per lungo tempo perduto, è stato inserito da Adelina  Modesti nel catalogo della 
mostra Le Signore dell'arte che si tenne a Milano nel 2021.

## Descrizione
La dea Venere appare sontuosamente di fronte allo spettatore, cercando di instaurare con lui un rapporto di maliziosa intesa. Con la mano destra indica con fare sfrontato il figlioletto Amore, le cui sembianze corrispondono a quelle di Vincenzo Ranuzzi Cospi, il figlio del committente, in atto di sbilanciarsi disperato per non essere riuscito a colpire con le sue frecce un cuore scarlatto, appeso sul tronco di un albero in alto a sinistra. Dilata gli occhi verso il cielo e si gratta incredulo i riccioli biondi.
La figura della dea è campita da colori caldi e ha un profilo ondulato, confermando con fluidità lo spirito giocoso del tema del dipinto. L'impreziosita faretra di Amore riporta la data e la firma "ELISA SIRANI F. 1664".